# Lars Hornuf

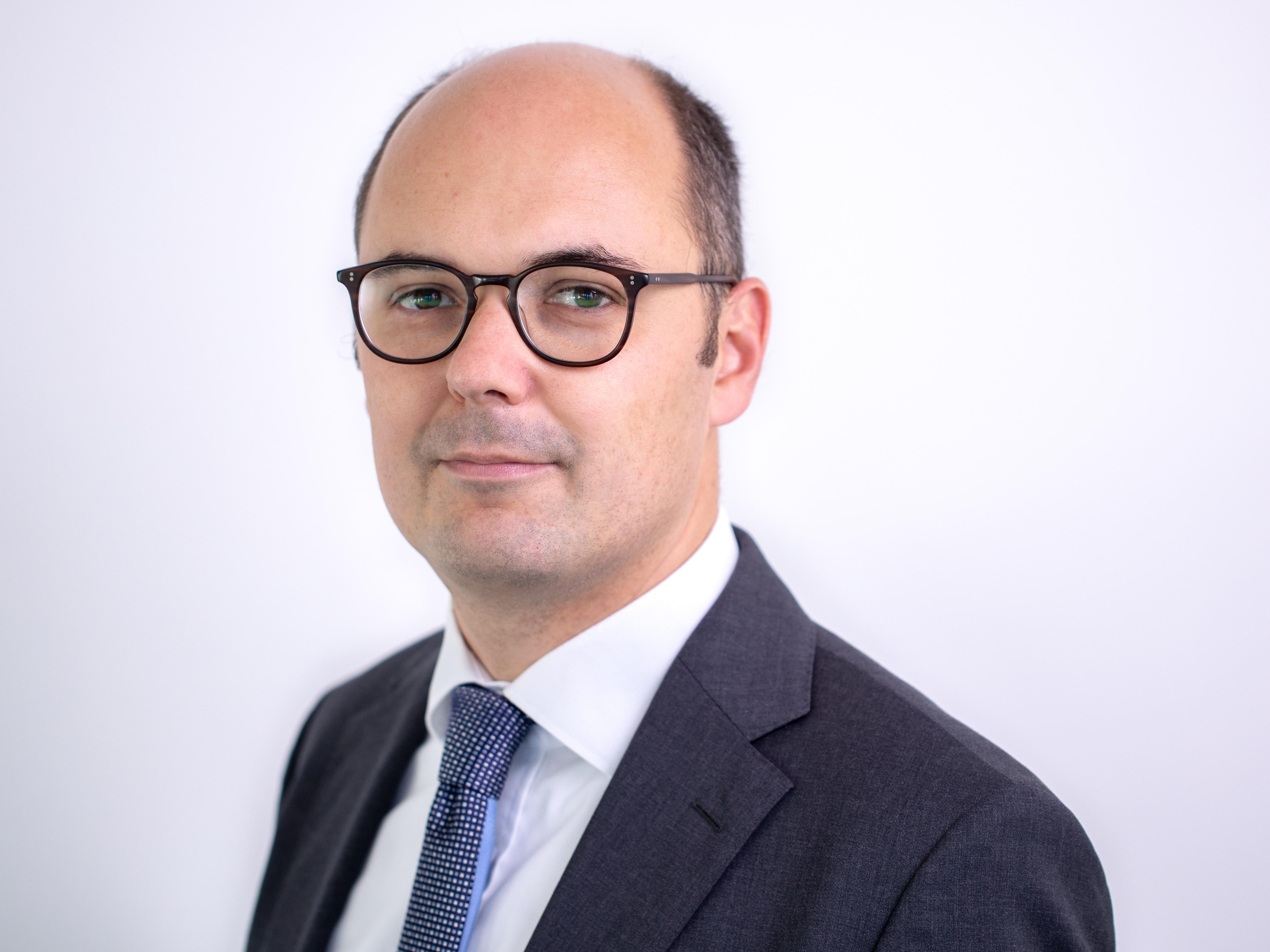
Lars Hornuf (2018)

Lars Hornuf (* 4. Mai 1982 in Dresden) ist ein deutscher Volkswirt und Inhaber des Lehrstuhls für Betriebswirtschaftslehre, insb. Finanzwirtschaft und Finanztechnologie, an der Technischen Universität Dresden und Fellow des CESifo Research Network.

## Leben
Hornuf studierte von 2001 bis 2003 Politikwissenschaft, Neuere und Neueste Geschichte und Betriebswirtschaftslehre an den Universitäten Freiburg und Basel. An der University of Essex absolvierte er 2003 bis 2005 ein Masterstudium (Master of Arts) in Politischer Ökonomie. Von 2006 bis 2008 war Hornuf Junior Researcher und Doktorand am ifo Institut für Wirtschaftsforschung und im Jahr 2010 war er Visiting Fellow an der University of California, Berkeley. Ein Jahr später wurde er an der Volkswirtschaftlichen Fakultät der Ludwig-Maximilians-Universität München zum Dr. oec. publ. promoviert. Bereits vor seiner Habilitation im Jahr 2019 an der Universität Regensburg war er von 2014 bis 2017 Juniorprofessor für die ökonomische Analyse des Rechts an der Universität Trier. Von 2017 bis 2023 war er Inhaber der Professur für Betriebswirtschaftslehre, insb. Finanzdienstleistungen und Finanztechnologie, an der Universität Bremen. Er war außerdem von 2016 bis 2021 Affiliated Research Fellow am Max-Planck-Institut für Innovation und Wettbewerb und von 2017 bis 2021 Research Fellow am Centers of Finance der Universität Regensburg.
Seine Forschungsschwerpunkte liegen unter anderem im Bereich der Finanzinnovation und Finanztechnologie, der Datenökonomie, der ökonomischen Analyse des Rechts und der Verhaltensökonomik. Prägend für sein Werk ist die Bearbeitung von regulatorischen Fragestellungen mit den Methoden der empirischen und experimentellen Wirtschaftsforschung.
Hornuf hat als Visiting Fellow und Visiting Professor an der Stanford University (2012), am House of Finance der Goethe-Universität Frankfurt (2012–2013), der Université Lille 2 (2014), am Social Science Research Institute der Duke University (2014), am Center for Economic Studies der Ludwig-Maximilians-Universität München (2016) sowie an der Georgetown University (2016–2017) geforscht. Neben seiner wissenschaftlichen Tätigkeit hat sich Hornuf als Wirtschaftsmediator, Börsenhändler (Xetra) und Derivatehändler (Eurex) zertifizieren lassen.
Er ist verheiratet und hat zwei Kinder.

## Veröffentlichungen (Auswahl)
Ausgewählte Aufsätze
- Forecasting Lithium Mine Output Using Satellite Data (zusammen mit Johannes Klerner, Denis Schweizer und Daniel Vrankar) Finance Research Letters, 107433.
- Cybercrime on the ethereum blockchain (zusammen mit Paul Momtaz, Rachel Nam und Ye Yuan), Journal of Banking & Finance, 175, 107419.
- Fintech startups in Germany: firm failure, funding success, and innovation capacity (zusammen mit Matthias Mattusch), The European Journal of Finance, 1-45.
- Lock‐In Effects in Online Labor Markets (zusammen mit Fabricio Ciotti und Eliza Stenzhorn), Journal of Economics & Management Strategy.
- The deregulation of quarterly reporting and its effects on information asymmetry and firm value. (zusammen mit Vanessa Behrmann, Daniel Vrankar und Jochen Zimmermann), Review of Quantitative Finance and Accounting, 64(3), 1221-1259.
- Token-Based Crowdfunding: Investor Choice and the Optimal Timing of Initial Coin Offerings (zusammen mit Wolfgang Drobetz, Paul Momtaz und Niklas Schermann), Entrepreneurship Theory and Practice.
- The performance of socially responsible investments: A meta‐analysis (zusammen mit Gül Yüksel) European Financial Management, 30(2), 1012-1061.
- Mobile fintech adoption in Sub-Saharan Africa: A systematic literature review and meta-analysis (zusammen mit Kulondwa Safari und Johannes Voshaar), Research in International Business and Finance, 102529.
- Playing the Business Angel: The Impact of Well-Known Business Angels on Venture Performance (zusammen mit Daniel Blaseg), Entrepreneurship Theory and Practice, 48(1): 171-204.
- Promise Not Fulfilled: FinTech, Data Privacy, and the GDPR (zusammen mit Gregor Dorfleitner und Julia Kreppmeier), Electronic Markets, 33.
- The Impact of Fintech Startups on Financial Institutions' Performance and Default Risk (zusammen mit Christian Haddad), European Journal of Finance, 29(15): 1761-1792.
- The Social Dilemma of Big Data: Donating Personal Data to Promote Social Welfare (zusammen mit Kirsten Hillebrand, Benjamin Müller und Daniel Vrankar), Information and Organization, 31(1): 100452.
- Can Television Reduce Xenophobia? The Case of East Germany (zusammen mit Sven Hartmann und Marc Rieger), Kyklos, 76(1): 77-100.
- The Effect of Community Managers on Online Idea Crowdsourcing Activities (zusammen mit Sabrina Jeworrek), Journal of the Association for Information Systems. 24(1) 222-248.
- A Field Experiment on Attracting Crowdfunders (zusammen mit Christoph Siemroth), Economics Letters. 222: 110928.
- Why Do Retail Investors Pick Green Investments? A Lab-in-the-Field Experiment with Crowdfunders (zusammen mit Christoph Siemroth), Journal of Economic Behavior & Organization, 209: 74-90.
- Marketplace Lending of SMEs (zusammen mit Douglas Cumming), Strategic Entrepreneurship Journal, 16(1): 32-66.
- Paralyzed by Shock: The Portfolio Formation Behavior of Peer-to-Business Lending Investors (zusammen mit Gregor Dorfleitner und Martina Weber), Review of Managerial Science, 17: 1037–1073.
- Social Media Marketing for Equity Crowdfunding: Which Posts Trigger Investment Decisions? (zusammen mit Maik Eisenbeiß und Sven Hartmann), Finance Research Letters, 103370.
- The Relevance of Investor Rights in Crowdinvesting (zusammen mit Tobias Schilling und Armin Schwienbacher), Journal of Corporate Finance, 77: 101927.
- Initial Coin Offerings, Information Disclosure, and Fraud (zusammen mit Theresa Kück und Armin Schwienbacher), Small Business Economics, 58: 1741–1759.
- Are Sustainability-Oriented Investors Different? Evidence from Equity Crowdfunding (zusammen mit Eliza Stenzhorn und Tim Vintis), Journal of Technology Transfer, 47: 1662–1689.
- The Local Bias in Equity Crowdfunding: Behavioral Anomaly or Rational Preference? (zusammen mit Matthias Schmitt und Eliza Stenzhorn), Journal of Economics and Management Strategy, 31(3): 693-733.
- Hourly Wages in Crowdworking: A Meta-Analysis (zusammen mit Daniel Vrankar), Business & Information Systems Engineering, 64: 553–573.
- Disentangling Crowdfunding from Fraudfunding (zusammen mit Douglas Cumming, Moein Karami und Denis Schweizer), Journal of Business Ethics.

- The Entrepreneurial Finance Markets of the Future: A Comparison of Crowdfunding and Initial Coin Offerings (zusammen mit Jörn Block, Alexander Groh, om Vanacker und Silvio Vismara), Small Business Economics, 57: 865–882.
- How Do Banks Interact with Fintechs? (zusammen mit Todor Lohwasser, Milan Klus und Armin Schwienbacher), Small Business Economics, 57: 1505–1526.
- The Impact of Two Different Economic Systems on Dishonesty (zusammen mit Dan Ariely, Katrin Gödker, Heather Mann und Ximena Garcia-Rada), European Journal of Political Economy, 59: 179-195.
- Protecting Investors in Equity Crowdfunding: An Empirical Analysis of the Small Investor Protection Act (zusammen mit Maximilian Göthner und Tobias Regner), Technological Forecasting and Social Change, 162: 120352.
- The Emergence of the Global Fintech Market: Economic and Technological Determinants (zusammen mit Christian Haddad), Small Business Economics, 53(1): S. 81–105.
- The Economic Impact of Forming a European Company (zusammen mit Abdul Mohamed und Armin Schwienbacher), Journal of Common Market Studies, 57(4): 659-674.
- Do judges hate speculations? (zusammen mit Lars Klöhn), European Journal of Law and Economics, 47(2): 147-169.
- Which Updates During an Equity Crowdfunding Campaign Increase Crowd Participation? (zusammen mit Jörn Block und Alexandra Moritz), Small Business Economics, 50(1): 3-27.
- Dynamics of Investor Communication in Equity Crowdfunding (zusammen mit Gregor Dorfleitner und Martina Weber), Electronic Markets, 28(4): 523-540.
- Market Standards in Financial Contracting: The Euro’s Effect on Debt Securities (zusammen mit Andreas Engert), Journal of International Money and Finance, 85: S. 145–162.
- Internet-Based Entrepreneurial Finance: Lessons from Germany (zusammen mit Armin Schwienbacher), California Management Review, 60(2): 150-175.
- Market Mechanisms and Funding Dynamics in Equity Crowdfunding (zusammen mit Armin Schwienbacher), Journal of Corporate Finance, 50: S. 556–574.
- Should Securities Regulation Promote Equity Crowdfunding (zusammen mit Armin Schwienbacher), Small Business Economics, 49(3): 579-593.
- Pricing Shares in Equity Crowdfunding (zusammen mit Matthias Neuenkirch), Small Business Economics, 48(4): 795-811.
- Where Do Firms Issue Debt? An Empirical Analysis of Issuer Location and Regulatory Competition in the European Corporate Debt Market (zusammen mit Horst Eidenmüller und Andreas Engert), International Review of Law and Economics, 41: 103-115.
- Analyzing Preliminary References as the Powerbase of the European Court of Justice (Zusammen mit Stefan Voigt), European Journal of Law and Economics, 39(2): 287-311.
- Cut from the Same Cloth: Similarly Dishonest Individuals Across Countries (zusammen mit Heather Mann, Ximena Garcia-Rada, Juan Tafurt und Dan Ariely), Journal of Cross-Cultural Psychology, 47(6): S. 858–874.
- Does Charter Competition Foster Entrepreneurship? A Difference-in-Difference Approach to European Company Law Reforms (zusammen mit Reiner Braun, Horst Eidenmüller und Andreas Engert), Journal of Common Market Studies, 51(3): 399-415.

Ausgewählte Monographien
- Regulatory Competition in the Digital Economy (zusammen mit Michael Denga), Springer: Cham 2025. ISBN 978-3-031-81088-6.
- Diginomics Research Perspectives: The Role of Digitalization in Business and Society, Springer: Cham 2022. ISBN 978-3-031-04062-7.
- FinTech and Data Privacy in Germany: An Empirical Analysis with Policy Recommendations (zusammen mit Gregor Dorfleitner), Springer: Cham 2019. ISBN 978-3-030-31334-0.
- FinTech und Datenschutz: Eine empirische Untersuchung mit Empfehlungen für Politik und Praxis (zusammen mit Gregor Dorfleitner), Springer Gabler, Heidelberg 2019, ISBN 978-3-658-26499-4.
- The Economics of Crowdfunding: Startups, Portals, and Investor Behavior (zusammen mit Douglas Cumming), Palgrave Macmillan, London 2018, ISBN 978-3-319-66119-3.
- The German FinTech Market (zusammen mit Gregor Dorfleitner, Matthias Schmitt und Martina Weber), Springer, Cham 2017, ISBN 978-3-319-54666-7.
- Regulatory Competition in European Corporate and Capital Market Law: An Empirical Analysis, European Studies in Law and Economics, Volume 7, Intersentia 2012. ISBN 978-1780680460.

## Presse (Auswahl)
- Christoph Gurk: Mobile Payment: Sex, Drugs und Daten. In: Sueddeutsche Zeitung.
- Economics and ethics: Lying commies. In: The Economist.
- Alicia P.Q. Wittmeyer: Those Tricky Germans. In: Foreign Policy.